# Facatativá
Facatativá là một khu tự quản thuộc tỉnh Cundinamarca, Colombia. Thủ phủ của khu tự quản Facatativá đóng tại Facatativá Khu tự quản Facatativá có diện tích ki lô mét vuông. Đến thời điểm ngày 28 tháng 5 năm 2005, khu tự quản Facatativá có dân số 69552 người.